# جامعة يانغون
جامعة يانغون (بالإنجليزية: University of Yangon)‏ (أيضا جامعة يانغون؛ (بالبورمية: ရန်ကုန် တက္ကသိုလ်)‏ ، pronounced: ‎[jàɴɡòʊɴ tɛʔkəθò]‏ كلية رانجون سابقًا، وجامعة رانجون، وجامعة رانجون للفنون والعلوم)، الواقعة في كامايوت، يانغون، هي أقدم جامعة في نظام التعليم الحديث في ميانمار وجامعة مشهورة في ميانمار. تقدم الجامعة بشكل أساسي شهادات البكالوريوس والدراسات العليا (البكالوريوس والماجستير ودبلوم الدراسات العليا والدكتوراه) في الفنون الحرة والعلوم والقانون. لم تقدم شهادات البكالوريوس بدوام كامل في الحرم الجامعي الرئيسي بالجامعة بعد احتجاجات الطلاب عام 1996م، أعيد تقديم درجة البكالوريوس من عام 2014 فصاعدًا، إلى أفضل الطلاب في البلاد. تقدم الجامعة الشهادات في العلوم السياسية للطلاب الجامعيين، وكذلك دبلومات الدراسات العليا في مجالات مثل العمل الاجتماعي والجيولوجيا.
في البداية اعتمدت معظم الجامعات الكبرى في البلاد على جامعة يانغون. حتى عام 1958 عندما أصبحت جامعة ماندالاي جامعة مستقلة، كانت جميع مؤسسات التعليم العالي في ميانمار تحت جامعة يانغون. بعد قانون التعليم الجامعي لعام 1964م، أصبحت جميع الكليات والمعاهد المهنية في الجامعة مثل معهد الطب ومعهد رانجون للتكنولوجيا ومعهد يانغون للاقتصاد جامعات مستقلة، تاركة جامعة يانغون مع الفنون الحرة والعلوم والقانون. في ميانمار، تعتمد مسؤولية التعليم العالي على وزارات مختلفة. تعتمد جامعة يانغون من وزارة التعليم. 
كانت جامعة يانغون في قلب الاستياء المدني طوال تاريخها. بدأت جميع الضربات الثلاثة ضد البريطانيين (1920 و1936 و1938) في جامعة رانجون. قادة الحركة المناهضة للاستعمار مثل الجنرال أونغ سان، يو نو، ني وين ويو ثانت هم بعض الخريجين البارزين بالجامعة. استمر تقليد الاحتجاجات الطلابية في الجامعة في فترة ما بعد الاستعمار - في 1962 و1974 و1988 و1996. 

## التاريخ

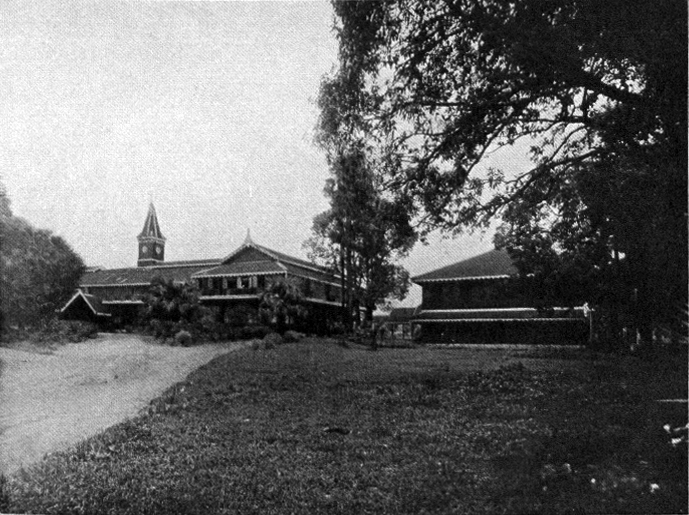
كلية رانجون في أوائل القرن العشرين ، قبل الاندماج مع كلية جودسون.

تأسست كلية رانجون عام 1878 كجامعة تابعة لجامعة كالكوتا، وكانت تديرها نقابة التعليم التي أنشأتها الإدارة الاستعمارية البريطانية.  تغير اسم الكلية إلى الكلية الحكومية عام 1904، والكلية الجامعية عام 1920. تأسست جامعة رانجون في عام 1920، عندما دمجj جامعة كوليدج (كلية رانجون - العلمانية) وكلية جودسون (التابعة المعمدان) بموجب قانون جامعة رانجون.  قررت البعثة المعمدانية الأمريكية الاعتراف بجودسون كوليدج (الكلية المعمدانية سابقًا) كمؤسسة منفصلة داخل جامعة رانجون.  جامعة رانجون على غرار جامعة كامبريدج وجامعة أكسفورد.  وضعت جميع مؤسسات التعليم العالي اللاحقة التي أسسها البريطانيون تحت إدارة جامعة رانجون: كلية ماندالاي في ماندالاي في عام 1925، وكلية تدريب المعلمين والكلية الطبية في يانغون في عام 1930، وكلية الزراعة في ماندالاي في عام 1938. 

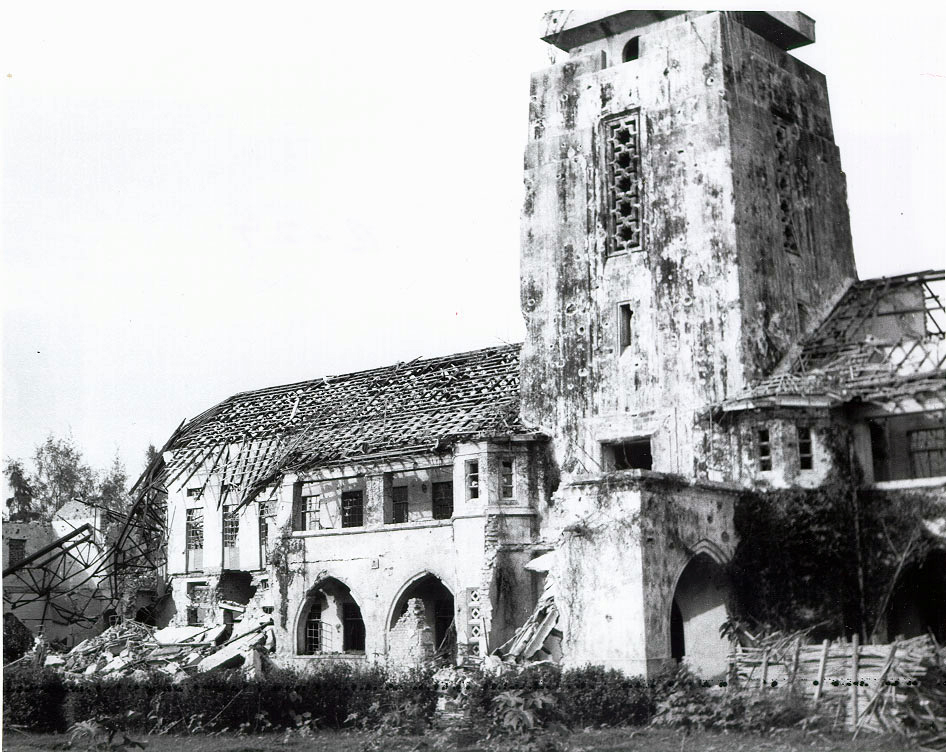
عانت جامعة رانجون من أضرار خلال الحرب العالمية الثانية.

أصبحت جامعة رانجون واحدة من أعرق الجامعات في جنوب شرق آسيا وواحدة من أفضل الجامعات في آسيا، وجذب الطلاب من جميع أنحاء المنطقة.    خلال الحرب العالمية الثانية، احتل اليابانيون الجامعة. لكن الجامعة تعافت وازدهرت بعد استقلال ميانمار عام 1948. انتهت هذه الفترة الذهبية في عام 1962. 
بعد الانقلاب العسكري عام 1962 تحت قيادة الجنرال وضعت ني وين والطريقة البورمية إلى الاشتراكية، جامعة رانجون مباشرة تحت سيطرة مديرية التعليم العالي، وهي وكالة حكومية مركزية، في السابق كان يديرها مجلس من الأساتذة والعلماء والمسؤولين الحكوميين.  بالإضافة إلى ذلك تغيرت وسيلة التدريس إلى البورمية، وهي خروج جذري عن اللغة الإنجليزية، والتي كانت وسيلة التدريس في الجامعة منذ تأسيسها. بدأت المعايير التعليمية في الانخفاض بشكل ملحوظ وتوقفت الهيئات الدولية عن الاعتراف بالدرجات الصادرة أو التي حصلت عليها في الجامعة.  تغير اسم الجامعة أيضًا إلى جامعة رانجون للفنون والعلوم، بعد أن فصلت أقسام وكليات معينة (الطب والاقتصاد والتعليم وغيرها) من الجامعة في عام 1964.
قام طلاب جامعة رانجون بمظاهرة سلمية واحتجاج في الحرم الجامعي ضد «قواعد الجامعة غير العادلة» في 7 يوليو 1962. أرسل ني وين قواته لتفريق الطلاب. قُتل عشرات الطلاب وحول اتحاد طلاب جامعة رانجون التاريخي إلى ركام في صباح اليوم التالي. 
في نوفمبر 1974 توفي الأمين العام السابق للأمم المتحدة يو ثانت، وفي يوم جنازته في 5 ديسمبر 1974، انتزع طلاب جامعة رانجون تابوته في دورة سباق، وشيدوا ضريحًا مؤقتًا على أرض جامعة رانجون احتجاجا على الحكومة لعدم تكريم مواطنها الشهير بجنازة رسمية. اقتحم الجيش الحرم الجامعي في 11 ديسمبر مما أدى إلى مقتل بعض الطلاب، واستعاد التابوت، ودفن يو ثانت عند سفح معبد شويداغون.
وقد توجت الاحتجاجات الطلابية ضد الاحتجاجات ضد حكومة الجنرال ني وين الاشتراكية في عام 1988. قوبل احتجاج الطلاب في مارس 1988 برد عنيف من الحكومة.  هذا لم يوقف الاحتجاجات. في 8 أغسطس 1988 تجمع الطلاب في جميع أنحاء البلاد للاحتجاج على النظام العسكري. وقد دعم الاحتجاج مئات الآلاف من الأشخاص الذين خرجوا إلى الشوارع احتجاجًا على الحكم العسكري. هذا هو اليوم يعرف بانتفاضة 8888. سحقت الحركة من قبل رئيس أركان الجيش الجنرال ماو ماونج الذي تولى مجلس الدولة لاستعادة القانون والنظام. تشير التقديرات إلى أن أكثر من 300 طالب لقوا حتفهم في الاحتجاجات. في الأشهر والسنوات التي تلت ذلك سُجن الكثيرون. 
في عام 1989م قام المجلس العسكري بتغيير أسماء الأماكن في جميع أنحاء ميانمار؛ تغير اسم الجامعة إلى جامعة يانغون. أغلقت الجامعة في معظم التسعينات بسبب المخاوف من تكرار انتفاضة 8888. لمنع الطلاب من التجمع قامت الحكومة بتفريق المؤسسات والإدارات الموجودة التي شكلت جامعة يانغون إلى مؤسسات تعليمية منفصلة منتشرة في جميع أنحاء المدينة. حتى عام 2013م، دُرِّست برامج الدراسات العليا فقط وبعض الدورات المهنية وبعض دورات الدبلوم في الحرم الجامعي الرئيسي بالجامعة. أنشئت جامعات أحدث مثل جامعة داجون وجامعة إيست يانجون وجامعة ويست يانجون لتلبية احتياجات الطلاب الجامعيين. 
احتفلت جامعة يانغون بيوبيلها الماسي لمدة أسبوع كامل، والذي بدأ في 1 ديسمبر 1995. احتفل اليوبيل بتأسيس المدرسة الرسمي لمدة 75 عامًا. وبنت الحكومة قاعة اليوبيل الماسي، وهو مبنى من أربعة طوابق في أراضي الجامعة، بتكلفة 630,000,000 كيات ميانماري، كما أنتجت مجموعة جديدة من الطوابع البريدية.  احتفلت أيضًا المعاهد والأقسام التابعة لها (مثل معهد الاقتصاد في يانغون والتي بدأت الحياة فيه قسما في جامعة يانغون)، والتي كانت قد انفصلت بالفعل.
بعد الانتقال إلى حكومة جديدة في عام 2011م، أعقب ميانمار تجديد التركيز على التعليم. في عام 2013م، عين داو أونغ سان سو كي رئيسًا للجنة التطوير والترميم بجامعة يانغون.  في ديسمبر 2013م أعيد فتح الجامعة للطلاب الجامعيين. في البداية قبل 50 طالبًا جامعيًا فقط.  صدر قانون التعليم الوطني المثير للجدل في عام 2014. بموجب القانون، تدار الجامعة من قبل وزارة التعليم، التي تقوم أيضًا بتعيين مدير الجامعة.

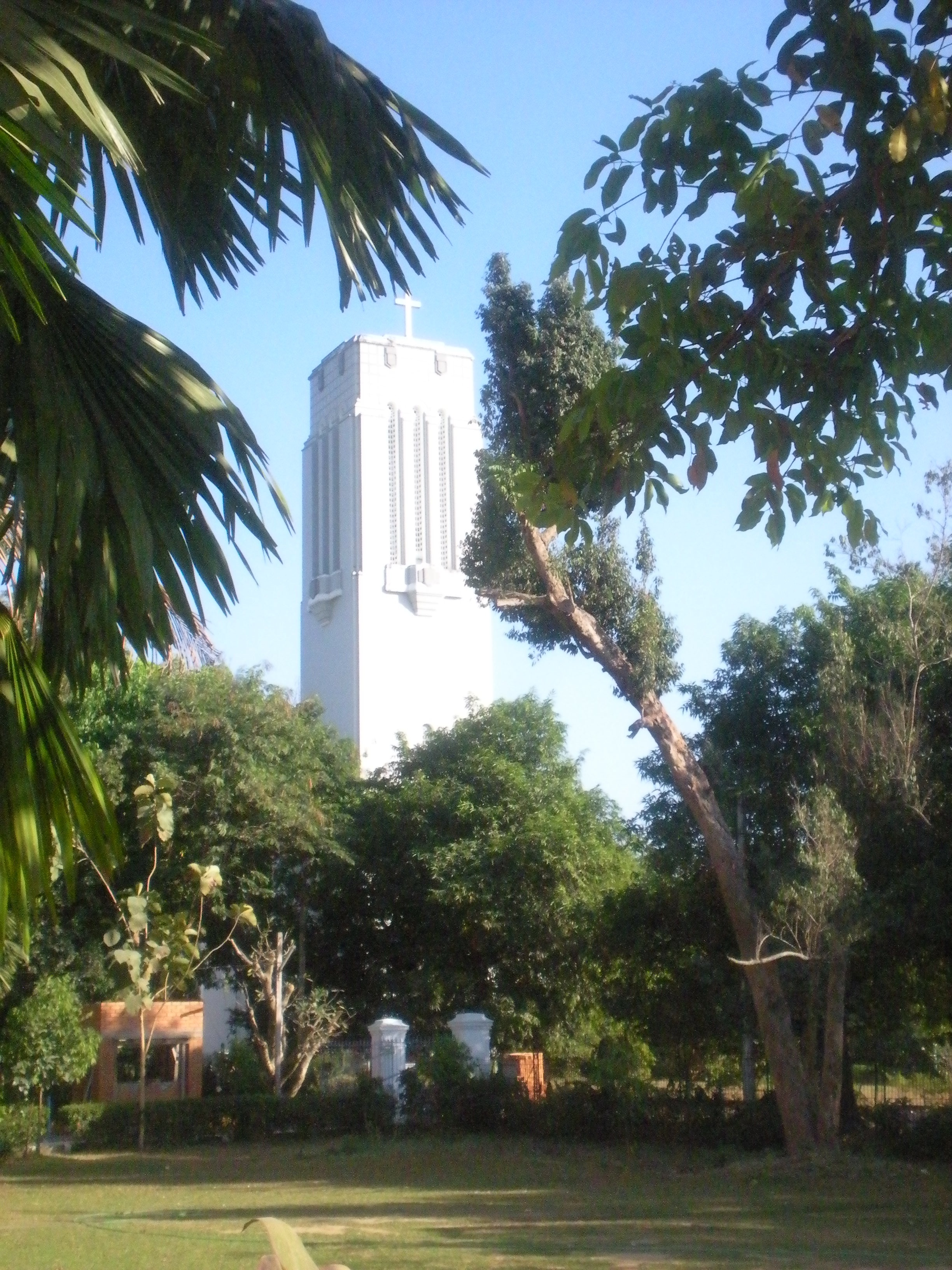
برج جودسون في عام 2012

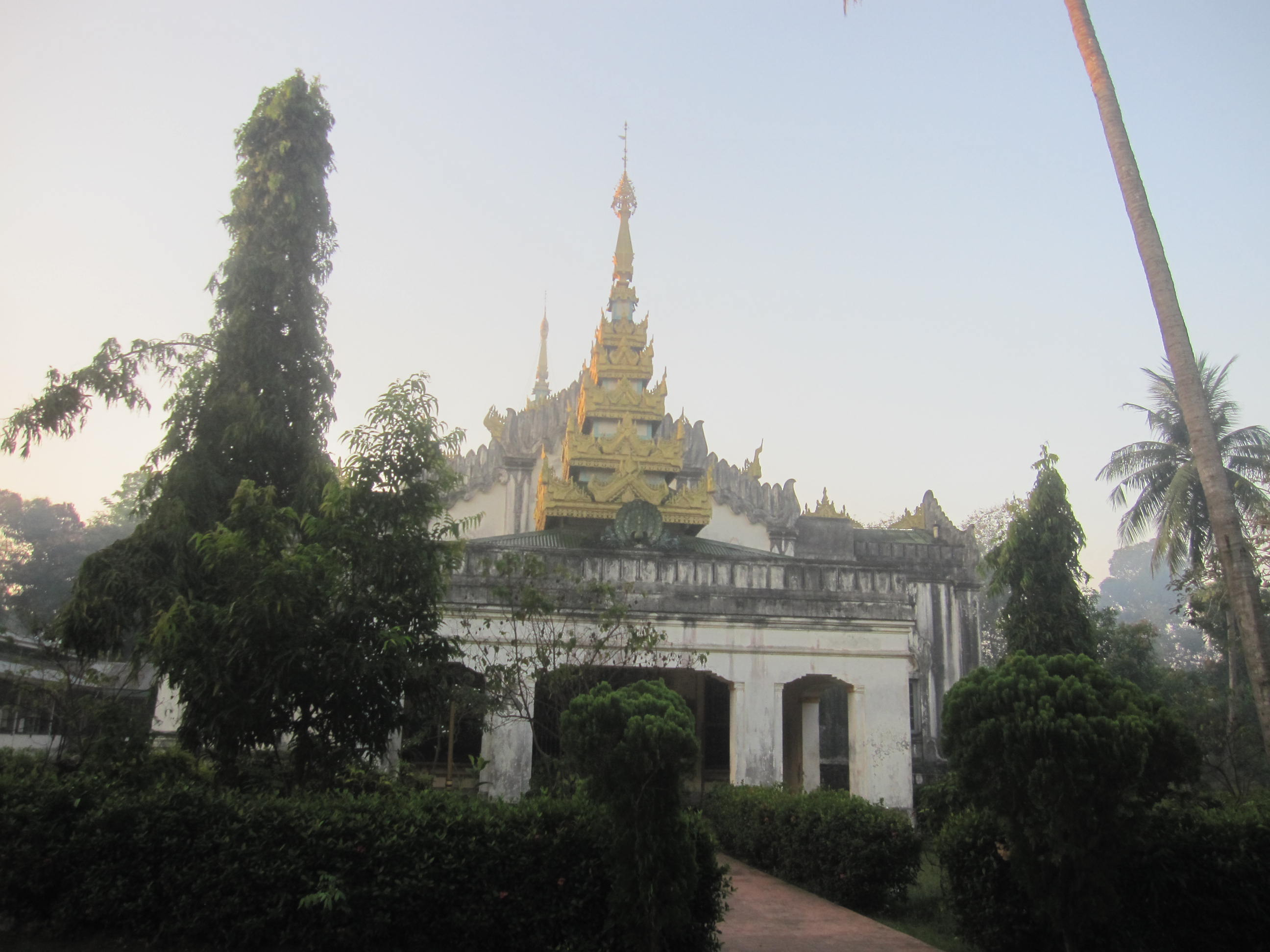
قاعة داما للجامعات

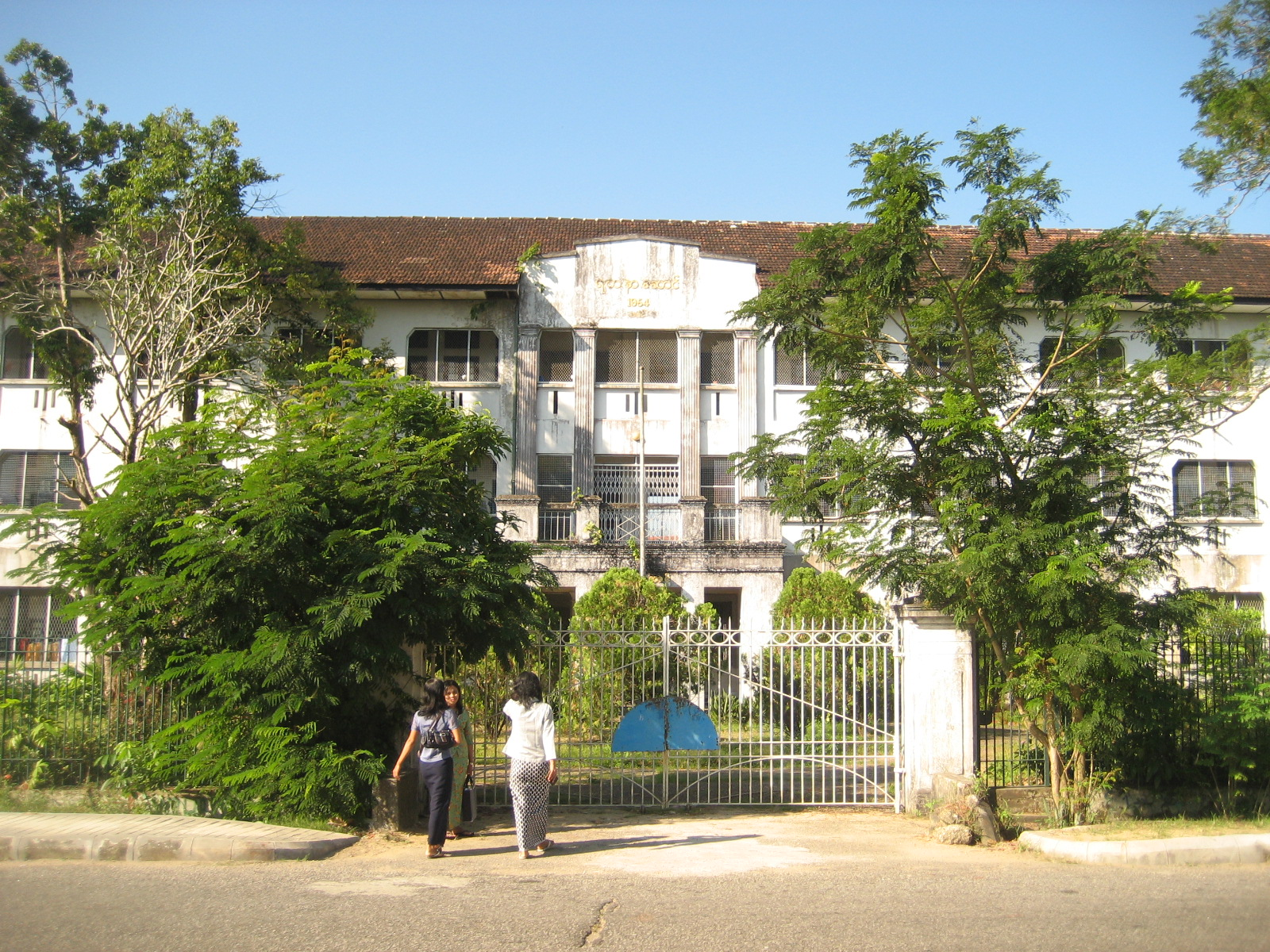
قاعة يادانار

## الإدارات الرئيسيةنسخة محفوظة17 أكتوبر 2018 على موقعواي باك مشين.
1. قسم الأنثروبولوجيا
2. قسم الآثار
3. قسم النبات
4. قسم الكيمياء
5. قسم دراسات الحاسوب
6. قسم اللغة الإنجليزية
7. قسم الجغرافيا
8. قسم الجيولوجيا
9. قسم التاريخ
10. قسم الكيمياء الصناعية
11. قسم العلاقات الدولية
12. قسم القانون
13. قسم دراسات المكتبات والمعلومات
14. قسم الرياضيات
15. قسم اللغة البورمية
16. قسم الدراسات الشرقية
17. قسم الفلسفة
18. قسم الفيزياء
19. قسم علم النفس
20. قسم علم الحيوان

يقدم كل قسم برنامج شهادة البكالوريوس. يقدم قسم العلاقات الدولية اثنين: بكالوريوس الآداب (العلاقات الدولية) وبكالوريوس الآداب (العلوم السياسية).

## برامج
تقدم جامعة يانغون برامج لشهادات البكالوريوس والدراسات العليا. تنقسم برامج المرحلة الجامعية الأولى إلى ثلاث فئات: الآداب، والعلوم، والقانون. تختار مجالات التعليم المختلفة في المدارس الثانوية حيث يختار الطلاب مواد معينة موجهة نحو التعليم العالي. تقسم شهادات الدراسات العليا إلى ثلاث مجموعات: الدكتوراه والماجستير والدبلومات. على الرغم من أن الجامعة لم تعد تقدم شهادات البكالوريوس بسبب الانتفاضة في عام 1996 ، فقد أعيد فتحها الآن للحصول على شهادات البكالوريوس باسم، ما يعني حرفيًا مركز التميز في عام 2014 وقبلت فقط 50 طالبًا ممتازًا بشكل انتقائي لكل مجال من مجالات الدراسات.
| برنامج                               | البكالوريوس   | الماجستير         | دكتوراه   |
| ------------------------------------ | ------------- | ----------------- | --------- |
| علم الانسان                          | البكالوريوس   | الماجستير         | الدكتوراه |
| علم الآثار                           | البكالوريوس   | الماجستير         | الدكتوراه |
| علم النبات، علم الأحياء الدقيقة      | البكالوريوس   | الماجستير         | الدكتوراه |
| الكيمياء الحيوية والكيمياء           | البكالوريوس   | الماجستير         | الدكتوراه |
| علوم الكمبيوتر                       | البكالوريوس   | الماجستير         | الدكتوراه |
| الإنجليزية                           | البكالوريوس   | الماجستير         | الدكتوراه |
| جغرافية                              | البكالوريوس   | الماجستير         | الدكتوراه |
| الجيولوجيا، الدراسات البيئية         | البكالوريوس   | الماجستير         | الدكتوراه |
| التاريخ                              | البكالوريوس   | الماجستير         | الدكتوراه |
| الكيمياء الصناعية                    | البكالوريوس   | ماجستير           | الدكتوراه |
| علاقات دولية                         | البكالوريوس   | الماجستير         | الدكتوراه |
| القانون                              | ليسانس الحقوق | الماجستير (قانون) | الدكتوراه |
| دراسات المكتبات والمعلومات           | البكالوريوس   | الماجستير         | الدكتوراه |
| الرياضيات                            | البكالوريوس   | الماجستير         | الدكتوراه |
| ميانمار                              | البكالوريوس   | الماجستير         | الدكتوراه |
| الدراسات الشرقية                     | البكالوريوس   | الماجستير         | الدكتوراه |
| فلسفة                                | البكالوريوس   | الماجستير         | الدكتوراه |
| علوم فيزيائية                        | البكالوريوس   | الماجستير         | الدكتوراه |
| علم النفس                            | البكالوريوس   | الماجستير         | الدكتوراه |
| علم الحيوان                          | البكالوريوس   | الماجستير         | الدكتوراه |
| العلوم السياسية                      | البكالوريوس   | الماجستير         | الدكتوراه |
| مصايد الأسماك وتربية الأحياء المائية | البكالوريوس   | الماجستير         | الدكتوراه |

## خريجون بارزون

### السياسة والحكومة
- أونغ سان: بطل الاستقلال الوطني، والد الأمم، الثوري، القوات المسلحة البورمية الحديثة، رئيس الوزراء الخامس لبريطانيا بورما
- أونغ ثو: وزير الزراعة
- با تشو: وزير الإعلام 1946-1947 اغتيل مع أونغ سان في يوليو 1947
- با ماو: رئيس وزراء بورما من 1937-1939 ورئيس الوزراء 1943-1945 (الفترة تحت الاحتلال الياباني)
- با سوي: رئيس وزراء بورما 1956-1957
- با وين: وزير التجارة 1946-1947 اغتيل مع أونغ سان في يوليو 1947
- هنري غوشال: سياسي شيوعي
- هنري فان ثيو: النائب الثاني لرئيس ميانمار
- خين نيونت: رئيس وزراء بورما من 2003-2004 (لم يكمل درجة البكالوريوس)
- خون هتون أوو: سياسي شان
- كياو نيين: نائب رئيس وزراء بورما من 1948-1949 ومرة أخرى من 1953-1958، وزير الشؤون الداخلية البورمية الأول
- كي مونغ: قائد الجيش السابق وزعيم الرابطة الوطنية للديمقراطية
- ماران برانج سينغ: رئيس منظمة استقلال كاشين
- ماهن وين خينغ ثان: المتحدث الثاني لأميوثا حلوتا (2016–)
- مونج خين: رئيس قضاة بورما الأول (1921-1924)
- مونغ مونغ: رئيس بورما أغسطس - سبتمبر 1988، صحفي ومحامي سابق
- مونج مونج خا: رئيس وزراء بورما 1977-1988
- ميو ثين غي: وزير التعليم في حكومة هتين كياو
- ناي شوي كيان: زعيم الحقوق المدنية والثورية
- ني وين: رئيس المجلس الثوري، الرئيس الرابع ورئيس وزراء بورما الثالث
- أون مونج: نائب وزير النقل 1946-1947 واغتيل مع أونغ سان في يوليو 1947
- بي خين: كبير مهندسي اتفاق بانغلونغ
- شوكت علي خان: مؤلف دستور بنغلاديش
- ثاكين ميا: وزير الشؤون الداخلية 1946-1947 اغتيل مع أونغ سان في يوليو 1947
- يو نو: أول رئيس وزراء بورما من 1948-1956، 1957-1958، 1960-1962
- يو رزاق: اغتيل وزير التعليم مع أونغ سان في يوليو 1947
- يو ثانت: الأمين العام الثالث للأمم المتحدة من 1961 إلى 1971
- أوشا نارايانان: السيدة الأولى للهند من 1997 إلى 2002
- وين مونغ: الرئيس الثالث لاتحاد بورما
- وين مينت (عضو البرلمان): رئيس مجلس النواب الثاني (2016–)

### الأكاديميون
- هلا بي، أستاذ اللغة والثقافة البورمية في جامعة لندن (1966-1980) وأحد مترجمي قاموس اللغة الإنجليزية البورمية
- هلا مينت: خبير اقتصادي وأحد رواد اقتصاديات التنمية
- حطين أونغ: باحث في الثقافة والتاريخ البورميين، مؤلف كتاب مختارات من الحكايات الشعبية البورمية، أحد الآباء المؤسسين لرابطة مؤسسات التعليم العالي بجنوب شرق آسيا
- مي مي خينغ: باحث وكاتب
- ناندا ثين زان: كاتب النصوص في الفلسفة والبوذية
- ساو سايمونج: باحث ولغوي، معروف جيدًا بالخطوط المعدلة لشان
- سين تو: عالم نفسي
- جون فورنفال: مؤرخ مؤثر في جنوب شرق آسيا
- ني ني: نائب وزير التعليم (1965-1974)، أستاذ الجيولوجيا [11]
- بيسي مادان: رائدة هندية في قطاع البحث والتطوير في التكنولوجيا المتقدمة
- بي مونج تين: باحث في بالي والبوذية
- فو كيار: روائي وإصلاحي تعليمي
- رونالد فيندلي: راجنار نوركسي أستاذ علوم الاقتصاد بجامعة كولومبيا.
- السير تا سين كو (1864-1930): أول عالم آثار مسجل في بورما ومحاور بين الملك تيباو والبريطانيين
- ثان نيون: خبير اقتصادي، ونائب وزير سابق
- من تون: مؤرخ
- ثا هلا: مؤسس قسم الجيولوجيا ثم رئيس جامعة رانجون ومستشار وزارة المناجم
- ثاو كاونغ: أمين مكتبة وخبير معروف في علوم المكتبات الآسيوية
- يو مينت: خبير اقتصادي [12]
- يو نيون: خبير اقتصادي وأمين تنفيذي للجنة الأمم المتحدة الاقتصادية والاجتماعية لآسيا والمحيط الهادئ من 1959 إلى 1973
- أونغ تون ثيت: خبير اقتصادي ومستشار إداري
- كياو ثيت: مؤرخ
- ونستون سيت أونغ: خبير اقتصادي ومستشار إداري، نائب محافظ البنك المركزي السابق في ميانمار، ونائب وزير حالي لوزارة التخطيط والمالية
- يين يين نوي: جيولوجي وكبير مستشاري التعليم في ميانمار، رئيس ميانمار ثين سين.
- خين مونغ سين: باحث في القانون الدولي ومقره ماليزيا ونائب عميد (الأبحاث والدراسات العليا) لأحمد إبراهيم كولية من كلية الحقوق، الجامعة الإسلامية الدولية في ماليزيا. [13]

### رجال الأعمال
- خين مونغ آي: رئيس مجلس إدارة البنك التجاري ورئيس جمعية بنوك ميانمار [14]
- ليم تشين تسونج: رجل أعمال في أوائل القرن العشرين وعضو في المجلس التشريعي لبورما
- مايكل مو مينت: مؤسس مينت وشركاه وميانمار بتروليوم ريسورس ليمتد
- زاو زاو: مؤسس ماكس ميانمار ونائب رئيس الاتحاد الآسيوي لكرة القدم

### الفنانون والأدباء
- با غيل: رسام الكاريكاتير
- كي آي: شاعر وكاتب (أيضًا طبيب)
- كوليجيان ني وين: ممثل سينمائي
- خين ميو شيت: كاتب وصحفي
- كي سوي تون: مخرج سينمائي
- ثانه (بيلات بيان ثان): المغني
- لودو داو: إضراب طلاب جامعة رانجون عام 1936، كاتب وصحفي
- مين ثو وون: [15] الاثنين- البورمية الباحث والشاعر
- ميا ثان تينت: الروائي، المترجم
- سايا زاوجي: كاتبة وجزء من حركة خيت سان الأدبية (لم تكمل الدرجة)
- ثين بي مينت : كاتب وصحفي وأمين عام للحزب الشيوعي في بورما
- ذيبان ماونق وا : كاتب وجزء من حركة خيت سان الأدبية في الثلاثينيات
- مونج هتين: كاتب وجزء من حركة خيت سان الأدبية
- ميو مين (نغوي سو): كاتب وجزء من حركة خيت سان الأدبية
- تين مونج: ممثل ومخرج سينمائي
- واه واه وين شوي: ممثلة
- نوي يين وين: المغني
- ك جا نو: المغني
- كياو ثو: ممثل ورئيس جمعية خدمة الجنازة المجانية
- قد حلو: المغني والممثلة
- زاو وين هتوت: مغني الروك
- سين ياو مق مق: مخرج سينمائي
- غراهام: المغني

## روابط خارجية
- الموقع الرسمي